# Otto von Pilcza

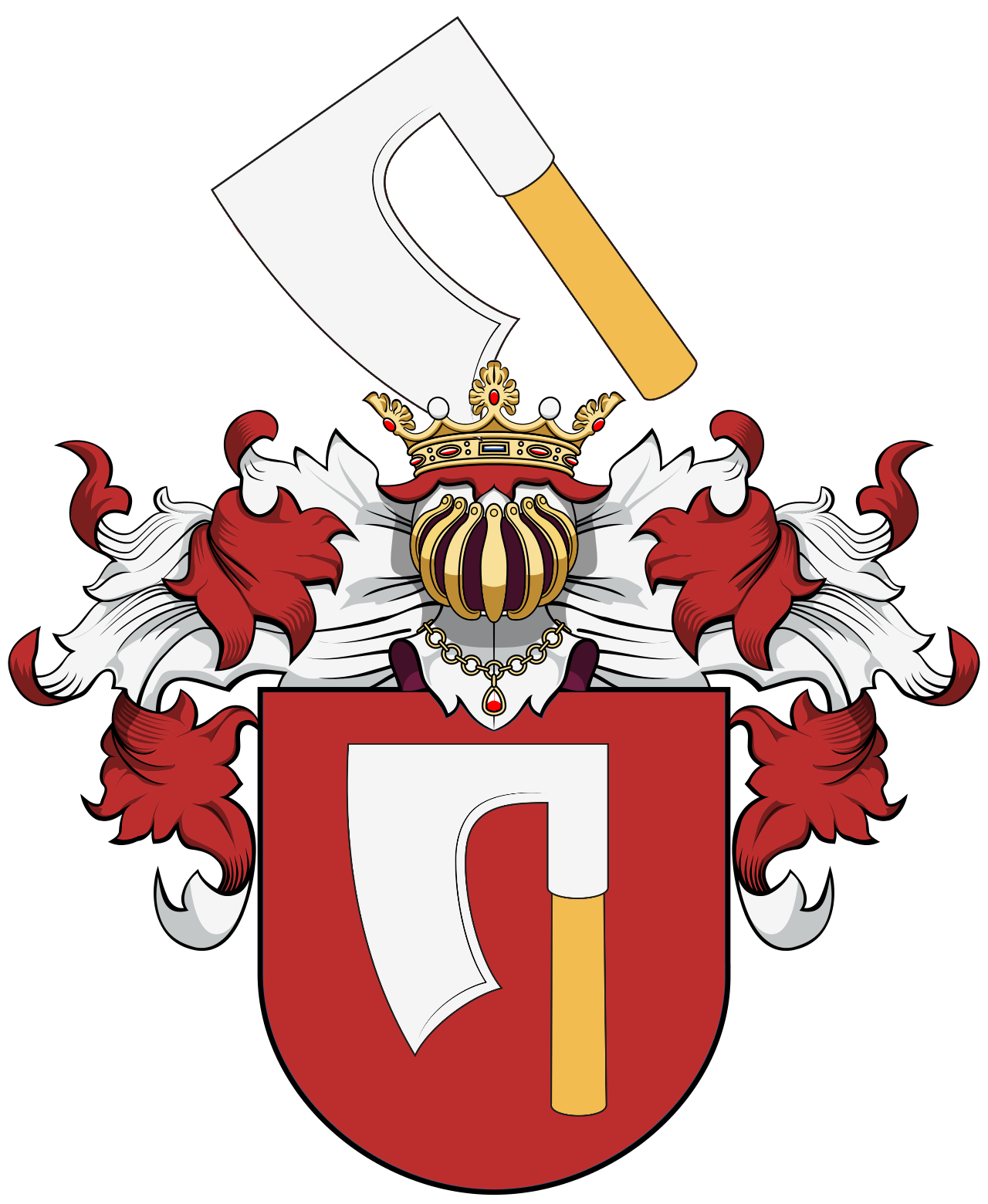
Wappen Topór

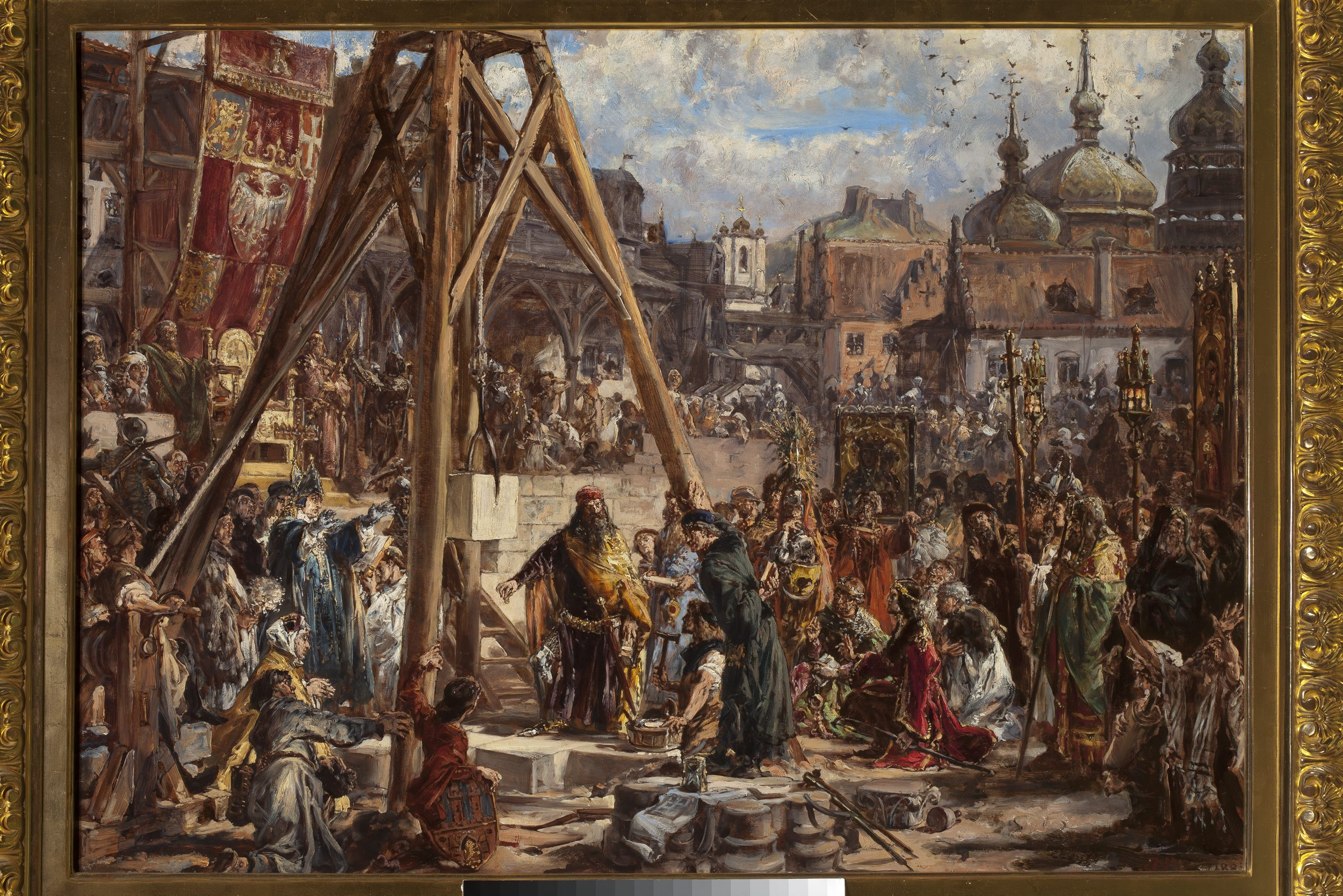
Jan Matejko: „Wiedereroberung der Rus“ (1880) – Otto von Pilcza rechts des Königs in blauer Kleidung mit einem Stiftungsakt in Händen

Otto von Pilcza (polnisch Otto z Pilczy Pilecki, Otto z Pilicy Topór, Otton Pilecki; * um 1320; † 5. September 1385) war der Starost Rotrutheniens (1352–1369), der Generalstarost Großpolens (1371–1372), ab 1376 der Starost Sandomirs. Er war Vater von Elisabeth von Pilitza, ab 1417 Königin von Polen und Großfürstin von Litauen.
Seine Eltern sind urkundlich unbekannt, die Verwandtschaft zu den früheren Besitzern der Burg Pilcza in Smoleń (z. B. 1337 erhielt Jan von Pilcza Dörfer um Siewierz vom Teschener Herzog) ist nur vermutet. Otto wurde im Jahr 1341 erstmals erwähnt. 1349 übte er die Rolle eines Mediators zwischen dem König Kasimir dem Großen und dem Krakauer Bischof Bodzenta von Września aus. Danach wurde er zu einem der engsten Mitarbeiters des Königs.
1360 hatte er im Besitz die oberschlesische Stadt Mysłowice, sowie Jaźwce, Załęże, Roździeń, Szopienice und Bogucice, innerhalb der heutigen Stadt Katowice. 1361 tauschte er das Dorf Witanowice im Herzogtum Auschwitz für Klimontów und Sielec, heute Stadtteile von Sosnowiec, aus. Neben den Gütern von Pilica baute Otto auch Landgüter um die Stadt Łańcut aus, wohin er viele deutsche Siedler holte (siehe Walddeutsche). Etwas später erhielt er die Stadt Chizin (Tyczyn) mit 15 Dörfern, darunter  Zalesie, den alten Sitz der Wolost. Ottos Landgüter bildeten zwei gehäufte Schwerpunkte im westlichen und östlichen Grenzbereich Kleinpolens, besonders die neu erworbenen östlicheren Besitzungen am westlichen Rande Rotrutheniens formten ein territorial geschlossenes Gebiet, mit dem er seine Vermögensmacht vermehrte.
Urkundlich ist nur die Ehe mit Jadwiga von Melsztyn, Enkelin von Spycimir Leliwita, des Wappens Leliwa bewiesen, aber sie war wahrscheinlich seine zweite oder dritte Ehefrau. Um 1370 wurde Elisabeth von Pilitza geboren, seine einzige Tochter und Erbin. Nach dem Tod des Vaters wurde sie dank der Gütern von Pilica und Łańcut zu der reichsten unverheirateten Frau Polens.